# Брейгель, Абрахам
Абрахам Брейгель (англ. Abraham Brueghel; 28 ноября 1631, Антверпен — 1697, Неаполь) — южно-нидерландский (фламандский) живописец, представитель большой семьи художников Брейгелей. Сын Яна Брейгеля Младшего. В отличие от других представителей этой большой художественной семьи жил и работал в Италии, в Риме и Неаполе. Мастер натюрморта. Как и Ян Брейгель Старший («Цветочный») и Амброзиус Брейгель Абрахам известен цветочными натюрмортами и «картинами с цветочными гирляндами» (нидерл. bloemenslingerschilderijen).

## Биография
Абрахам родился в Антверпене, в семье Яна Брейгеля Младшего, сына Яна Брейгеля Старшего и внука Питера Брейгеля Старшего. Его мать — Анна Мария Янсенс, дочь известного антверпенского живописца Абрахама Янсенса. В семье было пятеро сыновей, Абрахам Брейгель был вторым и самым одарённым. Так, известно, что первую картину Абрахама продали когда ему исполнилось всего пятнадцать лет. Большая часть его художественного образования пришла от отца, плодовитого художника и постоянного сотрудника Рубенса.
В 1649 году, в возрасте восемнадцати лет, Абрахам отправился в Италию, чтобы выполнить заказ принца Антонио Руффо на Сицилии. Десять лет спустя, в 1659 году, он переехал в Рим, где менее чем через год женился на итальянке Анджеле Баратта. Предположительно, она была дочерью римского скульптора Франческо Баратта, работавшего в мастерской под руководством Джан Лоренцо Бернини. Анджела родила сына, которого назвали Гаспаром. Семья жила на Виа ди Рипетта в центре Рима.
В 1662 году Абрахам Брейгель уехал из Рима, предположительно на юг Италии в город Мессина. В 1664 году вернулся в Рим, однако не порывал связей с Мессиной, где нашёл покровителя в лице князя Антонио Руффо. Он стал агентом Антонио Руффо в Риме и его советником по приобретению произведений искусства. В 1670 году Абрахам Брейгель стал членом Академии Святого Луки в Риме. Он также присоединился к группе «Перелётные птицы» (нидерл. Bent vogels — перелётные птицы, или нидерл. Bentvueghels — «птицы пера») — сообществу иностранных художников, прибывавших в католический Рим из северных стран. У художников группы было принято брать себе новое имя. Абрахаму дали имя «Rijngraaf» (Герцог Рейна), старинный аристократический титул в Германии.
В 1675 году семья перебралась в Неаполь. Отныне художник связал свою жизнь с Неаполем, где будет работать до самой смерти. Он завоевал признание и авторитет в неаполитанской художественной среде. Среди приятелей Абрахама в Неаполе — художники семьи Рекко и Джованни Баттиста Руопполо. В 1695 году историограф Андреа Петруччи причислял Абрахама Брейгеля к лучшим художникам Неаполя наряду с Лукой Джордано, Джузеппе Рекко и Джованни Баттиста Руопполо. Абрахам Брейгель сыграл важную роль в развитии искусства живописного натюрморта в Неаполе, который до его приезда в город не был достаточно развит.

## Творчество
Из-за отсутствия достоверных сведений о периоде зрелости художника и нехватки датированных работ трудно установить хронологию художественного развития Абрахама Брейгеля. Среди римских знакомых художника были Клод Лоррен и Никола Пуссен, близкий приятель Абрахама Брейгеля — художник Джованни Паоло Кастелли (1659—1730), который также создавал натюрморты с цветами и плодами.
Пышные натюрморты фламандских художников: Франса Снейдерса, Яна Фейта и Питера Буля, которые также работали в Италии, оказали основное влияние на Абрахама Брейгеля. Йоханнес Херманс — ещё один фламандский художник, живший в Риме, также писал грандиозные натюрморты, сочетающие человеческие фигуры, цветы и фрукты. Они в некотором отношении предвосхитили произведения Брейгеля, который, в отличие от своих предшественников, сумел объединить фламандское декоративное изобилие и эстетику высокого барокко своих итальянских современников, таких как Микеланджело дель Кампидольо и Микеланджело Черквоцци.
Абрахам Брейгель, как было принято в искусстве Нидерландов того времени, часто сотрудничал с другими художниками. Пейзаж в таких совместных произведениях Брейгель обычно писал сам, а стаффаж создавали известные итальянские живописцы, такие как Карло Маратта, Джованни Баттиста Гаулли, Никола Ваккаро и Джачинто Бранди. Зафиксировано несколько случаев сотрудничества между Абрахамом Брейгелем и Гийомом Куртуа, французским художником, работавшим в Риме.
Особенная жанровая разновидность живописи: «картина с цветочными гирляндами» (нидерл. bloemenslingerschilderijen) была изобретена в Антверпене в начале XVII века дедом Абрахама — Яном Брейгелем Старшим. Ведущие фламандские художники, такие как Амброзиус Брейгель, Питер ван Авонт, Дэниель Зегерс, распространили эту разновидность живописи за границами Нидерландов. Такие картины изначально изображали цветок, реже фруктовую гирлянду, окружающую религиозное изображение. В более позднем развитии в цветочном обрамлении писали самые разные сюжеты, портреты и мифологические композиции, аллегорические сцены и пейзажи, например в совместной работе с Дженнаро Греко.

## Галерея

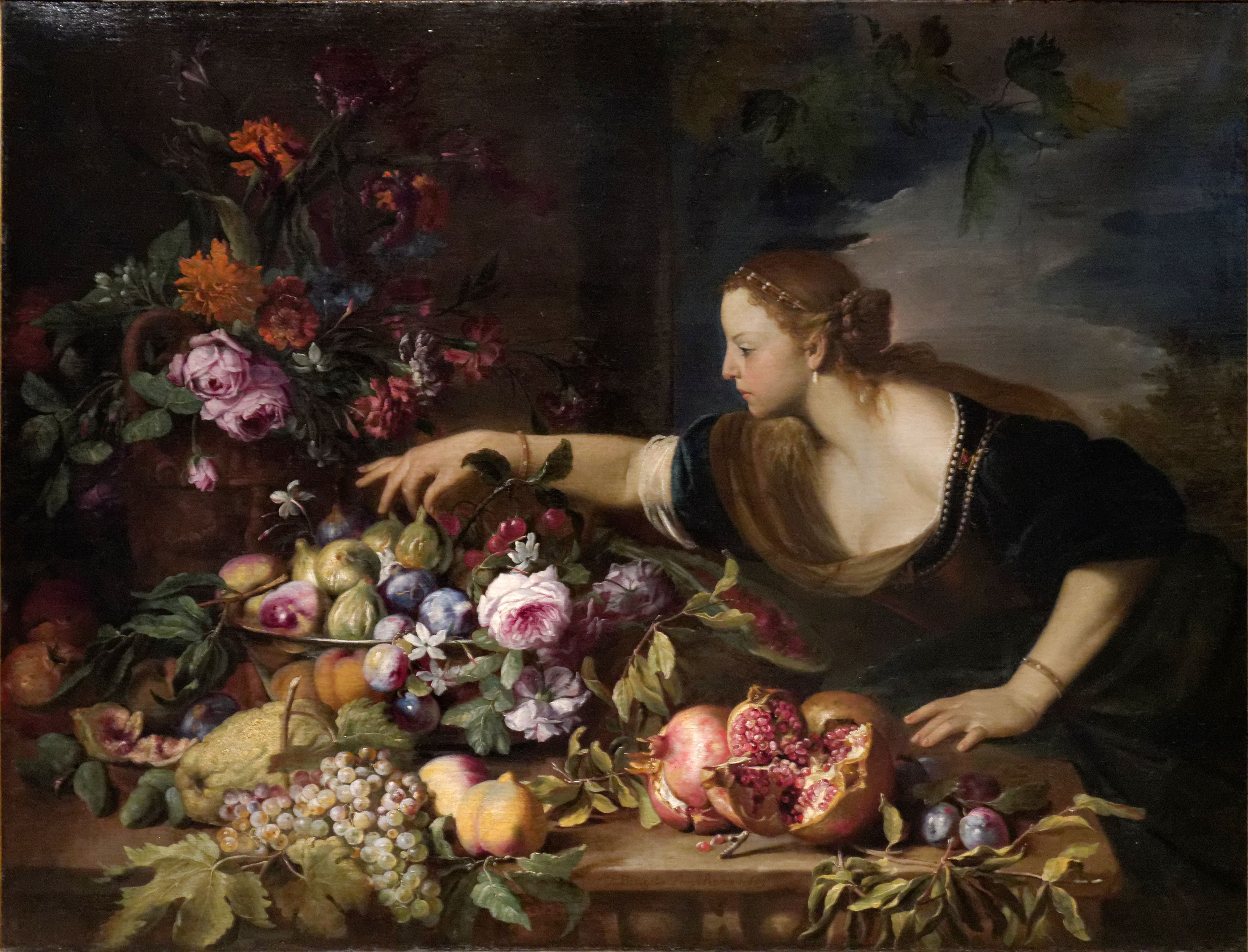
Молодая дама выбирающая смоквы. 1669. Холст, масло. Лувр
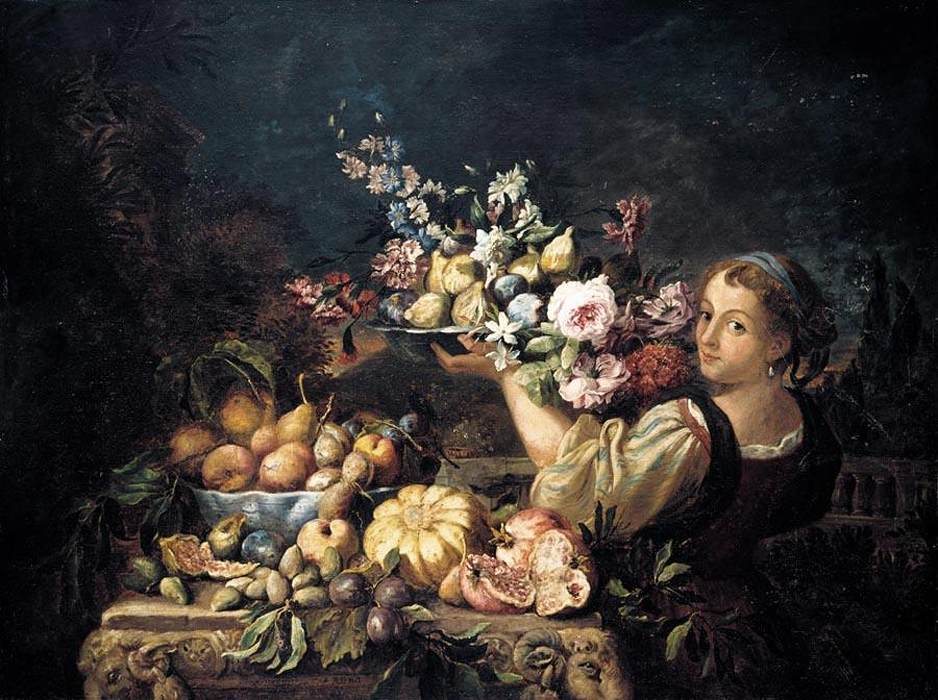
Девушка, несущая плоды. Между 1669 и 1675. Холст, масло. Частное собрание
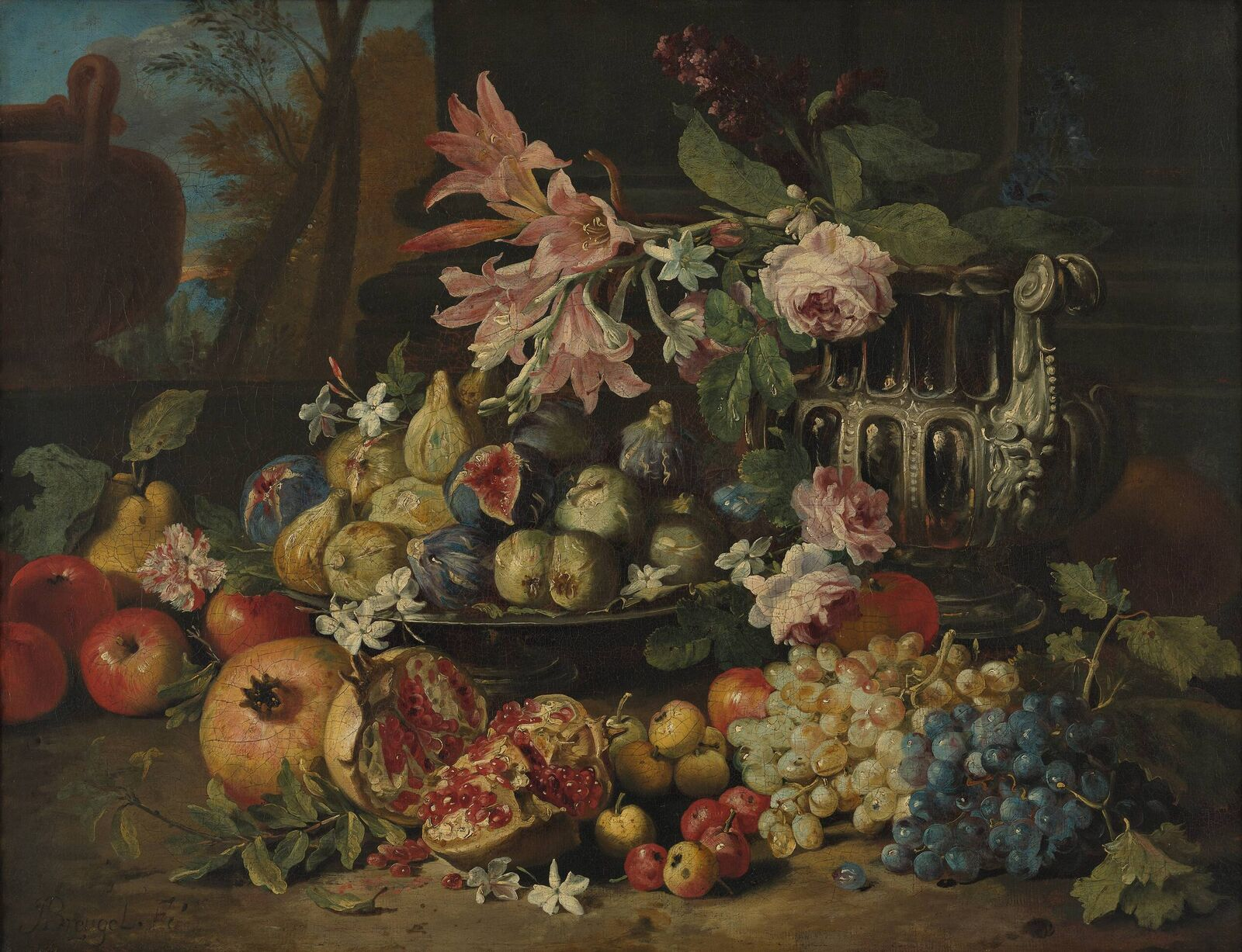
Плоды и цветы. Ок. 1675. Холст, масло. Музей Бойманса — ван Бёнингена, Роттердам
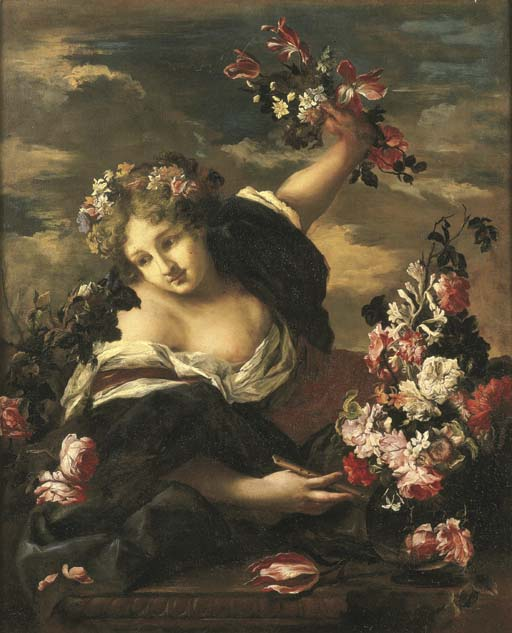
Женская фигура с диадемой из цветов, флейтой и цветами в левой руке, опирающаяся на резной камень возле хрустальной вазы с цветами. Совместно с Г. Куртуа. Между 1665 и 1675. Холст, масло. Частное собрание
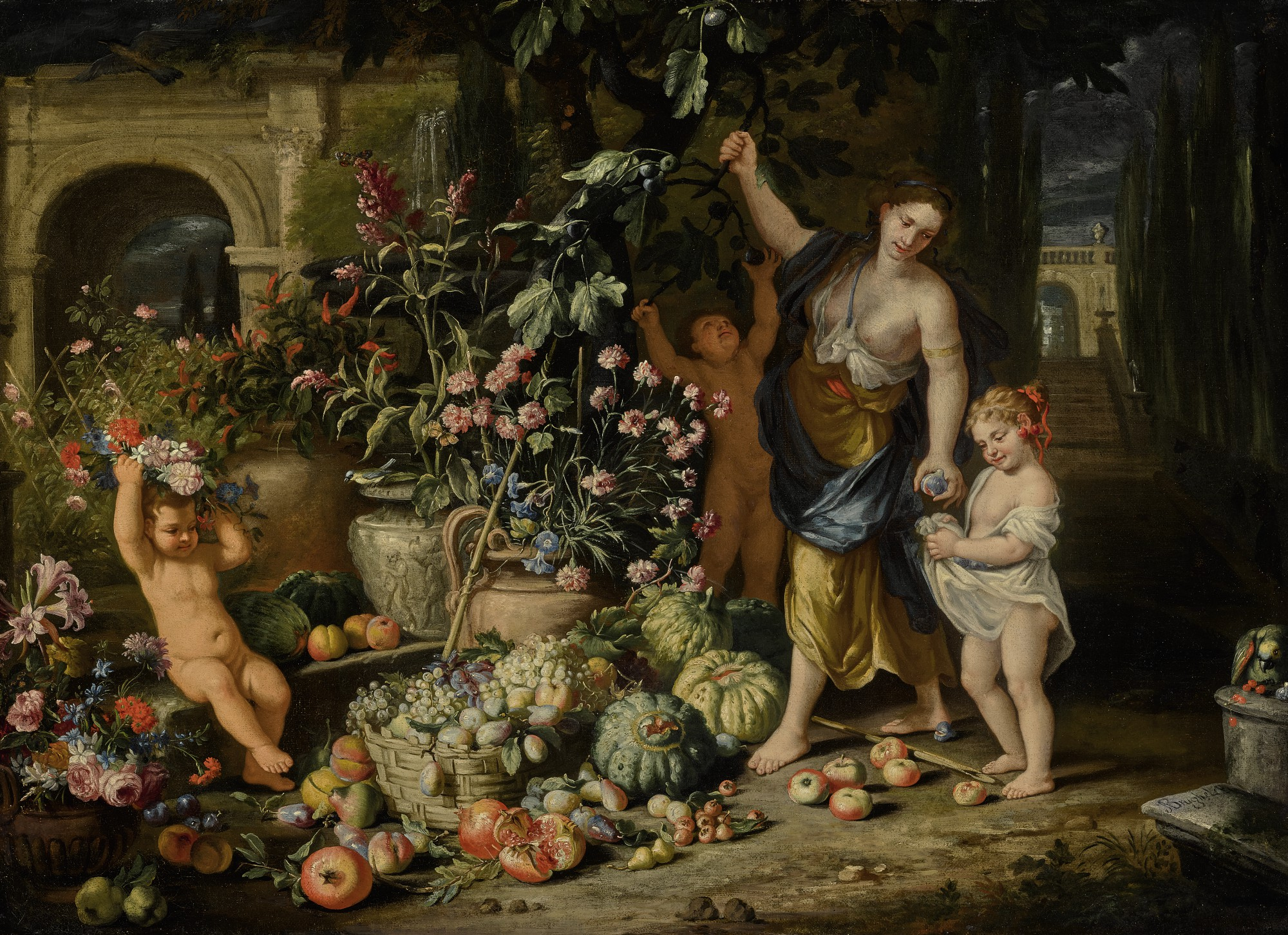
Молодая женщина с тремя детьми собирает смоквы в саду на террасе. Совместно с Н. Ваккаро. Между 1660 и 1699. Холст, масло. Частное собрание
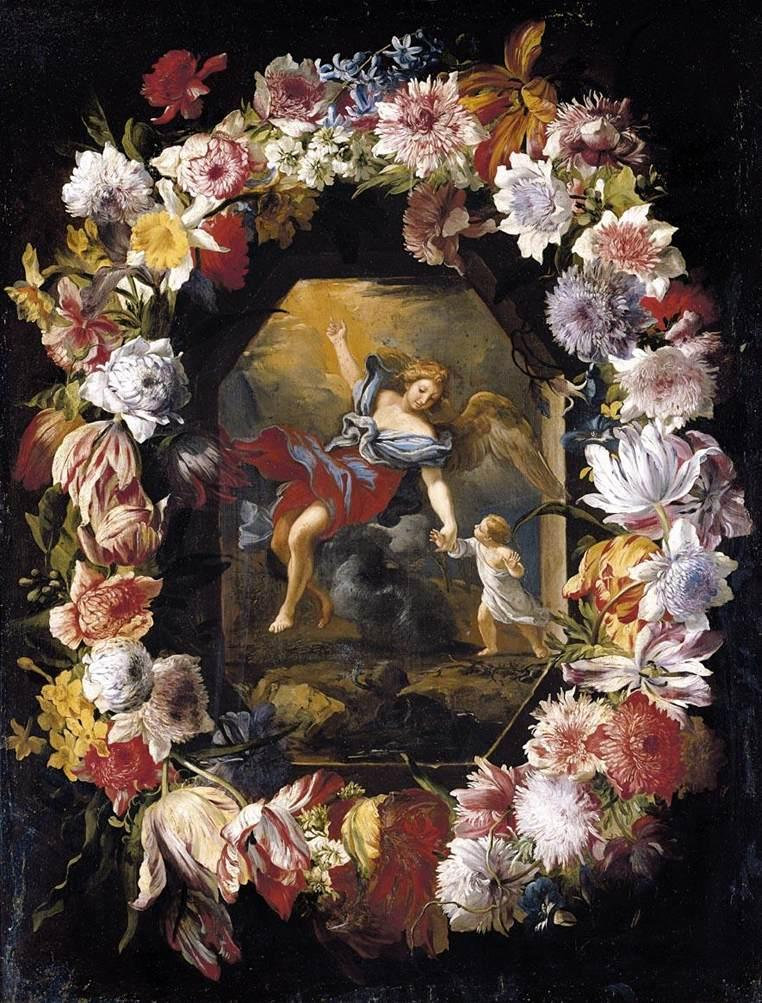
Гирлянда цветов с ангелом-хранителем. Совместно с Г. Куртуа. 1660-е. Холст, масло. Частное собрание
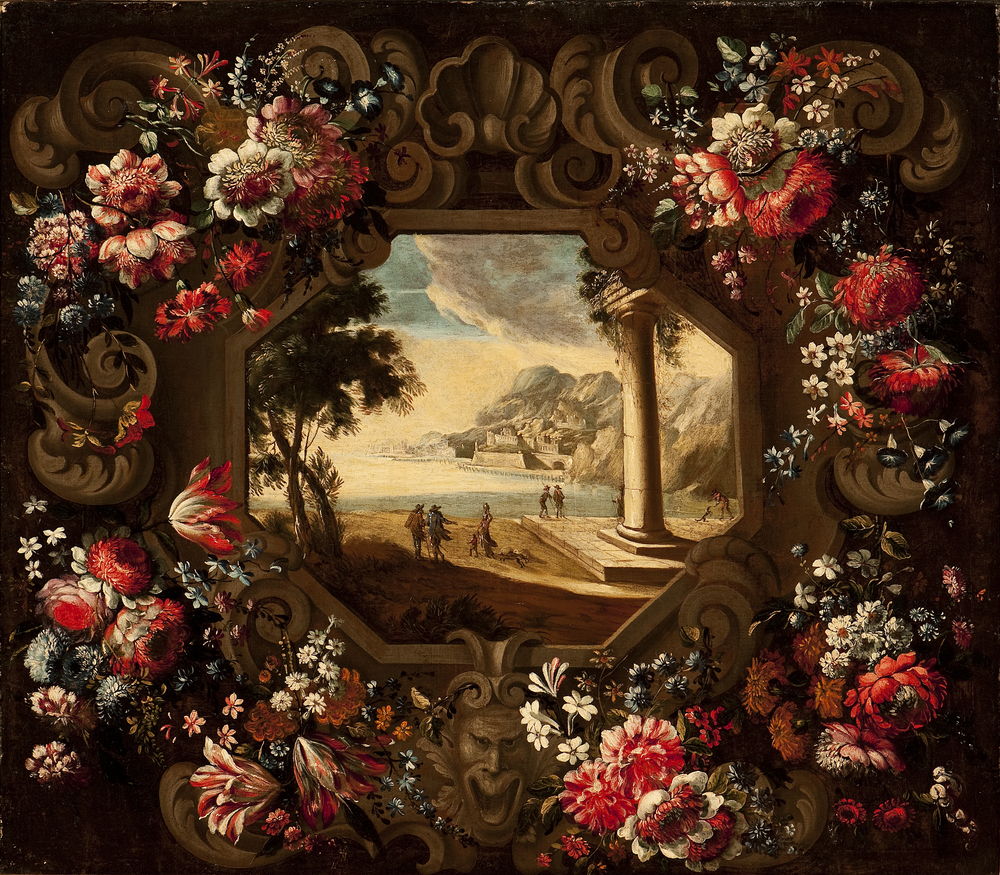
Цветочная гирлянда и морской пейзаж Гаэтского залива. Совместно с Дженнаро Греко. Между 1660 и 1690. Холст, масло. Местонахождение неизвестно
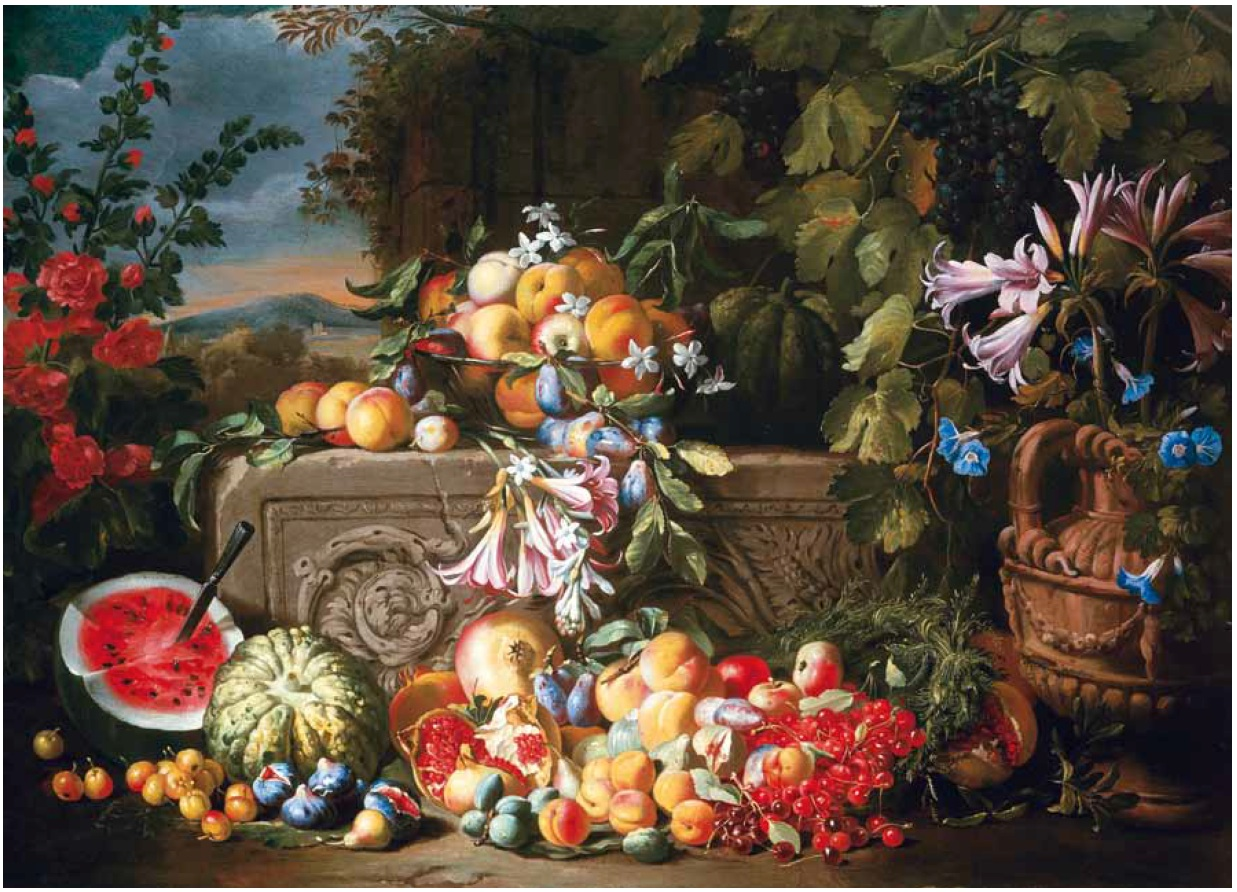
Натюрморт с фруктами и цветами. Между 1650 и 1697. Холст, масло. Частное собрание